# Hiroshi Ochiai
Hiroshi Ochiai, född 28 februari 1946 i Saitama prefektur, Japan, är en japansk tidigare fotbollsspelare.